# Antihiperlipemik
Ántihiperlipémik (tudi antilipémik) je zdravilo ali učinkovina, ki se uporablja za zniževanje povišane koncentracije lipidov v krvi. Mednje spadajo statini (zaviralci reduktaze HMG-CoA), fibrati, vezalci žolčnih kislin, nikotinska kislina in njeni derivati, ezetimib, zaviralci PCSK9 ...

## Predstavniki
- Statini oziroma zaviralci HMG-CoA-reduktaze: zavirajo sintezo holesterola, tako da zavrejo delovanje encima HMG-CoA-reduktaze.[3] Statini  so  v  številnih  raziskavah dokazali,  da  se  ob  zmanjšanju  serumske  ravni  holesterola  zniža  pogostnost  aterosklerotičnih zapletov. Na podlagi teh rezultatov dajemo smernice za zdravljenje z zdravili prednost statinom.[4] Mednje spadajo na primer atorvastatin, lovastatin, rosuvastatin, simvastatin ...[5]

- Fibrati se uporabljajo že leta za zniževanje ravni lipidov, kot so trigliceridi in holesterol, v krvi.[6] Uporabljajo se za zdravljenje hude hipertrigliceridemije in pri bolnikih, ki ne prenašajo zdravljenja s statini.[7] Med fibrate spadajo bezafibrat, ciprofibrat, fenofibrat in gemfibrozil.[7][6]

- Vezalci žolčnih kislin (tudi adsorbenti ali izmenjevalci žolčnih kislin) se ne absorbirajo iz prebavil, temveč delujejo v črevesju, kjer vežejo žolčne kisline in preprečujejo njihovo reabsorpcijo iz črevesja. Posledično se v jetrih več holesterola pretvarja v žolčne kisline, v jetrnih celicah se zmanjša vsebnost holesterola in jetra povečajo odvzemanje LDL (»škodljivega« holesterola) iz krvi. Do obdobja statinov so bili zdravilo izbora za zdravljenje hiperholesterolemije, danes pa jih občasno uporabljamo kot dodatek statinom.[8] Mednje spadata na primer holestiramin in holestipol.[9]

- Nikotinska kislina – deluje antilipemično v visokih odmerkih; zavira sintezo triacilglicerolov in izločanje VLDL iz jeter v kri;[10]

- Zaviralci PCSK9: gre za novejšo skupino antihiperlipemikov, ki zavirajio encim PCSK9. Gre za encim, pomemben za homeostazo holesterola. LDL-holesterol se iz krvi odstranjuje predvsem z endocitozo v jetrih. LDL se veže na svoj receptor na membrani jetrnih celic, kar sproži endocitozo LDL-a v celico. Receptor se nato vrne na celično membrano, LDL pase razgradi v lizosomih. Vezava PCSK9 na LDL-receptor sproži njegov privzem in razgradnjo v lizosomih. Tako je na celični membrani na voljo manj receptorjev za privzem LDL, koncentracija LDL-holesterola v krvi pa zato naraste. Z zaviranjem PCSK9 se posledično doseže znižanje ravni LDL-holesterola v krvi.[11] Mednje spadata monoklonski protitelesi onoklonska pro-titelesa, kot sta evolokumab in alirokumab.[12]

- Ezetimib: je novejše zdravilo za zniževanje lipidov v krvi. Ezetimib se razporedi v epitelnih celicah resic tankega črevesa in zavira absorpcijo holesterola, kar prispeva k zmanjšanju prenosa črevesnega holesterola v jetra. Uporablja se zlasti v kombinaciji s statini.[13]